# Легисамон, Николас
Никола́с Легисамо́н (исп. Nicolás Leguizamón; 26 января 1995, Санта-Фе, Аргентина) — аргентинский футболист, нападающий клуба «Сентраль Кордова» (Сантьяго-дель-Эстеро).
Отец Николаса — бывший профессиональный футболист Оскар Легисамон.

## Биография
Легисамон — воспитанник клуба «Колон». 23 апреля 2016 года в матче против «Унион Санта-Фе» он дебютировал в аргентинской Примере. 3 декабря в поединке против «Уракана» Николас забил свой первый гол за «Колон». 29 мая 2019 года в матче Южноамериканского кубка против Ривер Плейт он отметился забитым мячом.
В 2019 году вместе с «Колоном» дошёл до финала Южноамериканского кубка. В феврале 2020 года был отдан в аренду в «Дефенсу и Хустисию».
Вместе с «Дефенсой» выиграл Южноамериканский кубок 2020. Легисамон сыграл сначала в четырёх матчах Кубка Либертадорес, где команда заняла третье место в группе и перешла в ЮАК. Затем Николас принял участие только в одной встрече Южноамериканского кубка — в гостевой встрече против «Спортиво Лукеньо» (победа 2:1).

## Титулы и достижения
- Обладатель Южноамериканского кубка (1): 2020
- Финалист Южноамериканского кубка (1): 2019